# Neohaematopinus citellinus
Neohaematopinus citellinus – gatunek wszy z rodziny Polyplacidae. Powoduje wszawicę. Pasożytuje na gryzoniach z rodziny wiewiórkowatych takich jak: Ammospermophilus harrisi, Ammospermophilus leucurus, Nieświszczuk Gunnisona (Cynomys gunnisoni), Spermophilus spilosoma, Spermophilus variegatus, Spermophilus tereticaudus.
Samica wielkości 1,8 mm, samiec mniejszy osiąga wielkość 1,2. U samców pierwszy segment anteny dłuższy niż u samic. Wszy te mają ciało silnie spłaszczone grzbietowo-brzusznie. Samica składa jaja zwane gnidami, które są mocowane specjalnym "cementem" u nasady włosa. Rozwój osobniczy trwa po wykluciu się z jaja około 14 dni. Występuje na terenie Ameryki Północnej w USA i Meksyku.